# حد معکوس
در ریاضیات، حد معکوس (به انگلیسی: Inverse Limit) (به آن حد تصویری هم می‌گویند) ساختاریست که امکان «به هم چسباندن» چندین شیء به هم مرتبط را فراهم می‌آورد، این به هم چسباندن به طور دقیق توسط ریخت بین اشیاء مد نظر تعیین می‌گردد. حد معکوس را می‌توان در هر رسته تعریف کرد و این حد مورد خاصی از مفهوم عام‌تر حد در نظریه رسته‌هاست.

## تعریف صوری

### اشیاء جبری
ما با تعریف یک دستگاه معکوس (یا دستگاه تصویری) از گروه‌ها و هم‌ریختی‌هایشان شروع می‌کنیم. فرض کنید {\displaystyle (I,\leq )} مجموعه مرتب جزئی جهت داری باشد (همه مؤلفان جهت‌دار بودن {\displaystyle I} را الزامی نمی‌دانند). فرض کنید {\displaystyle (A_{i})_{i\in I}} خانواده ای از گروه‌ها باشد و فرض کنید که برای تمام {\displaystyle i\leq j} ها خانواده ای از هم‌ریختی‌ها چون {\displaystyle f_{ij}\colon A_{j}\rightarrow A_{i}} داشته باشیم که به آن نگاشت های پیوندی (یا اتصال دهنده) گویند، به طوری که خواص زیر را دارا باشند:
1. {\displaystyle f_{ii}} روی {\displaystyle A_{i}} همانی باشد.
2. برای تمام {\displaystyle i\leq j\leq k} داشته باشیم {\displaystyle f_{ik}=f_{ij}\circ f_{jk}}.

آنگاه دوتایی {\displaystyle ((A_{i})_{i\in I},(f_{ij})_{i\leq j\in I})} را دستگاه معکوس گروه‌ها و ریخت‌ها روی {\displaystyle I} گفته و ریخت‌های {\displaystyle f_{ij}} را ریخت‌های انتقالی این دستگاه گویند.
ما حد معکوس دستگاه معکوس {\displaystyle ((A_{i})_{i\in I},(f_{ij})_{i\leq j\in I})} را به صورت زیرگروه خاصی از ضرب مستقیم {\displaystyle A_{i}}ها تعریف می کنیم:
{\displaystyle A=\varprojlim _{i\in I}{A_{i}}=\left\{\left.{\vec {a}}\in \prod _{i\in I}A_{i}\;\right|\;a_{i}=f_{ij}(a_{j}){\text{ for all }}i\leq j{\text{ in }}I\right\}.}
حد معکوس {\displaystyle A} مجهز به نگاشت‌های تصویر (افکنش) طبیعی {\displaystyle \pi _{i}\colon A\rightarrow A_{i}} است. این نگاشت‌ها مؤلفه {\displaystyle i}ام ضرب مستقیم را برای هر {\displaystyle i} در {\displaystyle I} انتخاب می کنند. حد معکوس و تصویرهای طبیعی در یک خاصیت جهانی که در بخش بعدی توصیف می گردد صدق می کنند. 
همین سازه را می توان در شرایطی که {\displaystyle A_{i}}ها مجموعه، نیم‌گروه، فضاهای توپولوژیکی، حلقه، مدول (بر روی یک حلقه معین)، جبر (روی یک حلقه) و ... باشند و ریخت‌ها نیز در رسته‌های متناظر هر کدام هم‌ریختی باشند هم اعمال کرد. در این صورت حد معکوس این رسته‌ها نیز به هر رسته مربوطه متعلق خواهد بود.